# Equazione differenziale alle derivate parziali
In analisi matematica, un'equazione differenziale alle derivate parziali, detta anche equazione alle derivate parziali (termine abbreviato in EDP o spesso in PDE, dall'acronimo inglese Partial Differential Equation), è un'equazione differenziale che coinvolge le derivate parziali di una funzione incognita di più variabili indipendenti.
In essa si descrive la funzione indirettamente attraverso una relazione fra se stessa e le sue derivate parziali, invece di scrivere esplicitamente la funzione. La relazione deve essere locale - cioè deve connettere la funzione e le sue derivate nello stesso punto. Una soluzione classica (o in senso classico) dell'equazione è una funzione di tutte le variabili indipendenti espresse nell'equazione e che possieda tutte le derivate necessarie per dare senso alla relazione verificandola puntualmente.

## Generalità
Sono comunemente usate per formulare e risolvere problemi fisici importanti quali la propagazione del suono o del calore e in svariati campi quali l'elettrostatica, l'elettrodinamica, meccanica dei fluidi, aerodinamica, elasticità, meccanica quantistica, relatività. Importanti applicazioni sono presenti anche in geometria differenziale in connessione con le diverse nozioni di curvatura. Sono inoltre state usate con successo per descrivere modelli matematici in biologia e medicina come modelli di dinamica delle popolazioni, crescita di cellule nei tumori e chemiotassi. Altre applicazioni recenti riguardano invece i modelli matematici dei mercati finanziari, in particolare con esse viene descritta la dinamica delle opzioni finanziarie attraverso la celebre formula di Black e Scholes.
In generale per una EDP possono essere studiati svariati problemi che dipendono dalla natura stessa della equazione. Per esempio, nelle equazioni classiche della fisica matematica, definite in un certo dominio spaziale, vengono prescritte delle condizioni al bordo se il dominio ha una frontiera, o delle condizioni ai limiti se si considerano domini infiniti. Qualora, come nel caso ad esempio della equazione del calore o della equazione delle onde, una delle variabili sia il tempo allora ha senso prescrivere anche delle condizioni iniziali studiando il relativo problema di Cauchy. In tal caso il problema è ben posto se si ha esistenza, unicità e dipendenza continua dai dati (al contorno o iniziali).

## Descrizione
Un'equazione differenziale alle derivate parziali di ordine {\displaystyle k} ha la forma:
{\displaystyle F(D^{k}u(x),D^{k-1}u(x),\cdots ,Du(x),u(x),x)=0,}
dove {\displaystyle k} è un numero intero, {\displaystyle D^{k}} è un operatore di derivazione di ordine {\displaystyle k} rispetto a una o più variabili e la variabile {\displaystyle x} appartiene ad un sottoinsieme {\displaystyle U} aperto di {\displaystyle \mathbb {R} ^{n}}.
La funzione {\displaystyle F}:
{\displaystyle F\colon \mathbb {R} ^{n^{k}}\times \mathbb {R} ^{n^{k-1}}\times \cdots \times \mathbb {R} ^{n}\times \mathbb {R} \times U\rightarrow \mathbb {R} }
è data, mentre la funzione {\displaystyle u}:
{\displaystyle u\colon U\rightarrow \mathbb {R} }
è l'incognita dell'equazione.
La risoluzione di un'equazione differenziale alle derivate parziali consiste nella ricerca delle funzioni {\displaystyle u} che la rendono un'identità su un opportuno insieme. Solitamente è anche richiesto che le soluzioni soddisfino determinate condizioni al contorno ausiliarie. Ad esempio, per ottenere l'unicità della soluzione si pongono spesso opportune condizioni per un qualche cammino {\displaystyle \Gamma } della frontiera {\displaystyle \partial U} di {\displaystyle U}.
Solitamente non è possibile trovare la funzione incognita esplicita: ad eccezione di casi particolari, la ricerca della soluzione consiste nello studio dell'esistenza e delle proprietà che essa deve assumere.

### Notazione
Nella teoria delle PDE se si indica con {\displaystyle u} la funzione incognita allora la sua derivata parziale rispetto alla variabile {\displaystyle x} viene spesso indicata con la notazione abbreviata {\displaystyle u_{x}}:
{\displaystyle u_{x}={\partial u \over \partial x}\qquad u_{xy}={\partial ^{2}u \over \partial x\,\partial y}}
Nella tradizione anglosassone si preferisce l'uso dell'operatore nabla, che in un sistema cartesiano viene formalmente trattato come il campo vettoriale {\displaystyle \nabla =\left({\frac {\partial }{\partial x}},{\frac {\partial }{\partial y}},{\frac {\partial }{\partial z}}\right)}. Ad esempio, per una funzione scalare {\displaystyle F} ed un campo vettoriale {\displaystyle \mathbf {F} }:
{\displaystyle \nabla F=\mathrm {grad} \ F\qquad \nabla \cdot \mathbf {F} =\mathrm {div} \ \mathbf {F} \qquad \nabla \times \mathbf {F} =\mathrm {rot} \ \mathbf {F} }
Nella tradizione della fisica matematica le derivate rispetto al tempo vengono talvolta indicate con la notazione di Newton.
L'equazione è detta di ordine q se {\displaystyle q} è l'ordine massimo delle derivate che vi compaiono. Se l'equazione dipende linearmente dall'incognita {\displaystyle u} e dalle sue derivate è detta lineare, mentre nel caso in cui le derivate di ordine massimo compaiano solo linearmente (con coefficienti che possono dipendere dalle derivate di ordine inferiore), l'equazione è detta quasi-lineare. Un'equazione quasi-lineare i cui coefficienti sono solo funzione delle variabili indipendenti (ma non dipendono dalla soluzione {\displaystyle u}) è detta semi-lineare. Infine un'equazione è detta omogenea se non compaiono termini indipendenti dalla funzione incognita {\displaystyle u}.

### Linearità
Un'equazione differenziale alle derivate parziali può essere lineare, semilineare, quasilineare o totalmente non lineare:
- L'equazione si dice lineare se ha la forma:

{\displaystyle \sum _{|\alpha |\leq k}a_{\alpha }(x)D^{\alpha }u=f(x),}
per opportune funzioni {\displaystyle a_{\alpha }(x)} ed {\displaystyle f}. Se {\displaystyle f=0} l'equazione si dice omogenea.
- L'equazione si dice semilineare se ha la forma:

{\displaystyle \sum _{|\alpha |=k}a_{\alpha }(x)D^{\alpha }u+a_{0}(D^{k-1}u,\cdots ,Du,u,x)=0.}
- L'equazione si dice quasilineare se ha la forma:

{\displaystyle \sum _{|\alpha |=k}a_{\alpha }(D^{k-1}u,\cdots ,Du,u,x)D^{\alpha }u+a_{0}(D^{k-1}u,\cdots ,Du,u,x)=0.}
- L'equazione si dice totalmente non lineare se dipende in modo non lineare dal più alto grado di derivazione.

### Sistema di equazioni alle derivate parziali
Un sistema di equazioni differenziali alle derivate parziali di ordine {\displaystyle k} ha la forma:
{\displaystyle \mathbf {F} (D^{k}\mathbf {u} (x),D^{k-1}\mathbf {u} (x),\ldots ,D\mathbf {u} (x),\mathbf {u} (x),x)=0.}
La funzione:
{\displaystyle \mathbf {F} \colon \mathbb {R} ^{mn^{k}}\times \mathbb {R} ^{mn^{k-1}}\times \cdots \times \mathbb {R} ^{mn}\times \mathbb {R} ^{m}\times U\rightarrow \mathbb {R} }
è data, mentre la funzione {\displaystyle \mathbf {u} }:
{\displaystyle \mathbf {u} \colon U\rightarrow \mathbb {R} ^{m},}
con
{\displaystyle \mathbf {u} =(u^{1},\ldots ,u^{m})}
che è l'incognita del sistema.
Si è posto che il sistema abbia tante equazioni quante incognite, in numero pari a {\displaystyle m}.

### Problemi ben posti e soluzioni
Non esiste una teoria universale che fornisca un metodo unico per risolvere le equazioni alle derivate parziali. La ricerca scientifica si è di conseguenza concentrata principalmente su equazioni di rilevante interesse matematico e fisico, sviluppandone le particolari metodologie risolutive.
Un problema relativo ad un'equazione differenziale alle derivate parziali si dice informalmente ben posto se ha una soluzione, se tale soluzione è unica e se dipende in modo continuo dai dati forniti dal problema. Un problema ben posto contiene tutte le caratteristiche ideali al fine di studiarne la risolubilità. L'ultima condizione è particolarmente importante nelle applicazioni fisiche: la dipendenza continua dai dati del problema significa che una loro variazione piccola a piacere ha conseguenze altrettanto piccole sulla soluzione. Per ottenere problemi ben posti si utilizzano solitamente opportune condizioni al contorno.
La soluzione di un'equazione alle derivate parziali non possiede caratteristiche generali, e varia a seconda del problema. Si definisce informalmente soluzione classica di una PDE di ordine {\displaystyle k} una funzione differenziabile fino all'ordine {\displaystyle k}-esimo, tale che tutte le derivate esistono e sono continue. Risolvere una PDE in senso classico significa dunque cercare una funzione liscia o almeno di classe {\displaystyle C^{k}}.
Si determina quindi la soluzione di un problema ben posto in senso classico quando tra le soluzioni in senso classico ne esiste soltanto una che soddisfi la definizione di problema ben posto.
Per la maggior parte delle equazioni differenziali alle derivate parziali, tuttavia, non esistono soluzioni classiche. In generale, ad esempio, le equazioni di continuità non hanno soluzioni classiche. Se si ammette una funzione non differenziabile come soluzione di un problema ben posto, tale soluzione è chiamata debole o generalizzata. Il motivo per cui si definisce una classe di funzioni che sono soluzioni deboli di una PDE risiede nel fatto che la ricerca di una soluzione classica è spesso di notevole difficoltà, qualora sia possibile. Ponendo condizioni meno restrittive alla soluzione il problema si semplifica o diventa possibile, essendo più semplice trovare una soluzione unica e dipendente in modo continuo dai dati del problema. Esistono casi, infine, in cui la soluzione debole trovata è sufficientemente regolare da poter essere considerata classica. Il problema del poter considerare regolare una soluzione debole, tuttavia, è frequentemente succube di notevoli difficoltà matematiche.
Per illustrare quanto detto con un esempio, si consideri la successione di problemi di Cauchy per l'equazione di Laplace:
{\displaystyle {\frac {\partial ^{2}u}{\partial x^{2}}}+{\frac {\partial ^{2}u}{\partial y^{2}}}=0,}
con condizioni al contorno:
{\displaystyle u(x,0)=0,}
{\displaystyle {\frac {\partial u}{\partial y}}(x,0)={\frac {\sin(nx)}{n}},}
dove {\displaystyle n} è intero. La derivata di {\displaystyle u} rispetto a {\displaystyle y} converge uniformemente a zero nella variabile {\displaystyle x} al crescere di {\displaystyle n}, ma la soluzione è:
{\displaystyle u(x,y)={\frac {\sinh(ny)\sin(nx)}{n^{2}}}.}
Questa soluzione tende a infinito se {\displaystyle nx} non è un multiplo intero di {\displaystyle \pi } per ogni {\displaystyle y\neq 0}. Il problema non è dunque un problema ben posto poiché la soluzione non dipende con continuità dal dato iniziale.

### Limiti del teorema di Cauchy-Kovalevskaya
Mentre per le equazioni ordinarie il teorema di esistenza e unicità per un problema di Cauchy ed il teorema di esistenza di Peano forniscono un'ampia risposta al problema dell'esistenza e unicità di eventuali soluzioni, il caso delle equazioni alle derivate parziali è molto più complesso. Il teorema di Cauchy-Kovalevskaya stabilisce che se i coefficienti dell'equazione sono funzioni analitiche rispetto alla funzione incognita e le sue derivate, allora esiste una funzione analitica che è localmente l'unica soluzione. Questo risultato, tuttavia, non si applica alle funzioni lisce. Un noto esempio, dovuto a Hans Lewy, mostra che su {\displaystyle \mathbb {R} \times \mathbb {C} } esiste una funzione liscia {\displaystyle F(t,z)} tale che l'equazione:
{\displaystyle {\frac {\partial u}{\partial {\bar {z}}}}-iz{\frac {\partial u}{\partial t}}=F(t,z)}
non ha soluzioni su nessun aperto. Se {\displaystyle F} fosse analitica il teorema di Cauchy-Kovalevskaya garantirebbe l'esistenza di una soluzione.

### Esempio
Nella maggior parte dei casi non è possibile determinare la soluzione di una EDP; quando risulta fattibile si nota che mentre le soluzioni generali delle equazioni differenziali ordinarie vedono la presenza di costanti arbitrarie, le soluzioni delle equazioni differenziali alle derivate parziali implicano funzioni arbitrarie. Si consideri ad esempio l'equazione differenziale alle derivate parziali:
{\displaystyle {\frac {\partial }{\partial x}}u(x,y)=0.}
Tale relazione implica che la funzione {\displaystyle u(x,y)} è indipendente da {\displaystyle x}. Quindi la soluzione generale di questa equazione è:
{\displaystyle u(x,y)=f(y),}
dove {\displaystyle f} è un'arbitraria funzione di {\displaystyle y}. L'analoga equazione differenziale ordinaria è:
{\displaystyle {\frac {du(x)}{dx}}=0,}
che ha come soluzione:
{\displaystyle u(x)=c,}
dove {\displaystyle c} è una costante.
La soluzione di un'equazione differenziale alle derivate parziali non è in generale unica, e risulta necessario porre delle condizioni aggiuntive alla frontiera di una regione in cui la soluzione è definita. Ad esempio, la funzione {\displaystyle f(y)} può essere determinata se {\displaystyle u} è nota lungo la linea {\displaystyle x=0}.

## PDE in due variabili

### PDE del primo ordine
Un'equazione differenziale alle derivate parziali del primo ordine ha la forma:
{\displaystyle F(x_{1},\ldots ,x_{n},u,u_{x_{1}},\ldots u_{x_{n}})=0.}
In due dimensioni:
{\displaystyle F(x,y,u,p,q)=0,}
dove {\displaystyle p=u_{x}} e {\displaystyle q=u_{y}}. Un integrale completo dell'equazione è una soluzione {\displaystyle \phi (x,y,u)} dipendente da due parametri {\displaystyle a} e {\displaystyle b} (in particolare, il numero dei parametri è pari alla dimensione dello spazio). Scegliendo una funzione arbitraria {\displaystyle w}, ponendo {\displaystyle b=w(a)} e determinando {\displaystyle A(x,y,u)} richiedendo che la derivata totale sia nulla:
{\displaystyle {\frac {d\varphi }{da}}=\varphi _{a}(x,y,u,A,w(A))+w'(A)\varphi _{b}(x,y,u,A,w(A))=0}
una soluzione {\displaystyle u_{w}} è data da:
{\displaystyle u_{w}=\phi (x,y,u,A,w(A)).}
Se non è possibile avere l'integrale completo si può ricavare una soluzione risolvendo un sistema di equazioni differenziali ordinarie ottenuto sfruttando il metodo delle caratteristiche, che permette di trovare le curve lungo le quali l'equazione si comporta come un'equazione ordinaria.

### PDE del secondo ordine
La classificazione di una PDE dipende esclusivamente dai coefficienti delle derivate di ordine massimo presenti nell'equazione stessa.
Le equazioni alle derivate parziali del secondo ordine in due variabili, cui si possono ricondurre con opportuni cambi di variabile anche i sistemi di PDE del secondo ordine, hanno forma generale:
{\displaystyle A(x,y)u_{xx}+2B(x,y)u_{xy}+C(x,y)u_{yy}+\cdots =0,}
dove si sono scritti i termini di grado massimo e si è assunto {\displaystyle u_{xy}=u_{yx}}. Se {\displaystyle A^{2}+B^{2}+C^{2}>0} in una regione del piano {\displaystyle (x,y)}, in tale regione l'equazione è del secondo ordine. Convertendo (tramite, ad esempio, la trasformata di Fourier) le derivate in variabili elevate al grado della derivata (ovvero l'esponente è il grado di derivazione) si ottiene l'equazione della sezione conica:
{\displaystyle Ax^{2}+2Bxy+Cy^{2}+\cdots =0.}
Queste PDE vengono allora generalmente classificate come paraboliche, iperboliche o ellittiche secondo la tipologia dell'equazione associata, col criterio sul discriminante riportato brevemente {\displaystyle B^{2}-AC}:
- Se {\displaystyle B^{2}-AC<0} l'equazione è un'equazione differenziale alle derivate parziali ellittica.
- Se {\displaystyle B^{2}-AC=0} l'equazione è un'equazione differenziale alle derivate parziali parabolica.
- Se {\displaystyle B^{2}-AC>0} l'equazione è un'equazione differenziale alle derivate parziali iperbolica.

Le equazioni iperboliche sono il contesto più generale in cui si applica il metodo delle caratteristiche, valido anche per le equazioni del primo ordine.
Se vi sono {\displaystyle n} variabili indipendenti {\displaystyle x_{1},\ldots ,x_{n}}, una generica PDE del secondo ordine ha la forma:
{\displaystyle Lu=\sum _{i=1}^{n}\sum _{j=1}^{n}a_{i,j}{\frac {\partial ^{2}u}{\partial x_{i}\partial x_{j}}}+\dots =0,}
dove si sono scritti i termini di grado massimo. La classificazione avviene in base al segno degli autovalori dei coefficienti {\displaystyle a_{ij}}:
- L'equazione è ellittica se gli autovalori sono tutti positivi o tutti negativi.
- L'equazione è parabolica se gli autovalori sono tutti positivi o negativi, tranne uno uguale a zero.
- L'equazione è iperbolica se c'è soltanto un autovalore negativo, mentre i restanti sono positivi, oppure c'è soltanto un autovalore positivo e i restanti sono negativi.
- L'equazione è ultraiperbolica se c'è almeno un autovalore positivo e un autovalore negativo, e nessun autovalore è nullo.

Questo porta all'analisi delle matrici definite positive e definite negative, in maniera analoga a quanto succede nella discussione dei massimi e minimi.

### Esempi
La matrice associata al sistema:
{\displaystyle \displaystyle u_{t}+2v_{x}=0,\qquad \displaystyle v_{t}-u_{x}=0}
è la seguente:
{\displaystyle {\begin{bmatrix}2&0\\0&-1\end{bmatrix}}}
Gli autovettori sono {\displaystyle (0,1)} e {\displaystyle (1,0)} con autovalori {\displaystyle 2} e {\displaystyle -1}, quindi il sistema è iperbolico. Dato che il sistema comprende due equazioni del prim'ordine (anche se ciascuna in due funzioni incognite), si vuole dimostrare la sua equivalenza con due equazioni del secondo ordine iperboliche disgiunte, cioè ciascuna in una funzione incognita. Derivando quindi la prima equazione rispetto a {\displaystyle x} e la seconda rispetto a {\displaystyle t}, supponendo le funzioni sufficientemente regolari, si ottiene:
{\displaystyle \displaystyle u_{tx}+2v_{xx}=0,\qquad \displaystyle v_{tt}-u_{xt}=0,}
da cui, supponendo le derivate seconde continue, cosicché commutino per il teorema di Schwarz, si ha:
{\displaystyle \displaystyle v_{tt}+2v_{xx}=0.}
Analogamente, derivando la prima rispetto a {\displaystyle t} e la seconda rispetto a {\displaystyle x} si ottiene:
{\displaystyle \displaystyle u_{tt}+2u_{xx}=0.}
Si tratta di equazioni ellittiche monodimensionali, entrambe di velocità di propagazione immaginaria {\displaystyle {\frac {\operatorname {d} x}{\operatorname {d} t}}={\sqrt {2}}i.}

## Equazioni notevoli
Di seguito si mostrano alcune delle più importanti equazioni alle derivate parziali.

### Equazione delle onde
L'equazione delle onde è il prototipo di equazione iperbolica del second'ordine, e le sue soluzioni descrivono onde come il suono o le onde luminose. La forma generale dell'equazione riguarda una funzione {\displaystyle u(x,t)} della posizione {\displaystyle x} e del tempo {\displaystyle t}. Si tratta di un'equazione alle derivate parziali iperbolica la cui espressione generale è:
{\displaystyle \nabla ^{2}u-{\frac {1}{v^{2}}}{\partial ^{2}u \over {\partial t^{2}}}=0,}
dove {\displaystyle v} rappresenta la velocità di propagazione dell'onda. La funzione incognita {\displaystyle u(x,t)} esprime l'intensità dell'onda in una particolare posizione {\displaystyle x} al tempo {\displaystyle t}. Per una corda vibrante, ad esempio, esprime lo spostamento fisico della corda dalla sua posizione di riposo. In una e due dimensioni, infatti, questa equazione può descrivere le vibrazioni di una corda o di un tamburo.
Le soluzioni sono in genere combinazioni di onde sinusoidali oscillanti. Se la velocità {\displaystyle v} è dipendente dalla frequenza allora deve essere rimpiazzata dalla velocità di fase:
{\displaystyle v_{\mathrm {p} }={\frac {\omega }{k}}.}
Nel caso meno frequente in cui la velocità sia dipendente dall'ampiezza, essa è in funzione di {\displaystyle u} e l'equazione diventa non lineare.
L'equazione delle onde può anche essere scritta utilizzando l'operatore dalembertiano come:
{\displaystyle \Box u=0.}

### Equazione del trasporto
L'equazione del trasporto descrive il trasporto di una quantità in una data regione spaziale ed è usata per lo studio dei fenomeni di trasporto. Ha la forma:
{\displaystyle u_{t}+\sum _{i}v_{i}u_{x_{i}}=f.}
Dove il termine noto {\displaystyle f} è detto termine sorgente. Il vettore dei coefficienti {\displaystyle v}, detto spesso velocità di trasporto, è solenoidale, vale a dire:
{\displaystyle \sum _{i}v_{x_{i}}=0.}
L'equazione del trasporto può anche essere scritta utilizzando l'operatore derivata lagrangiana come:
{\displaystyle {\frac {Du}{Dt}}=f.}

#### Equazione di continuità
La forma omogenea dell'equazione del trasporto è detta equazione di continuità ed è usata per la descrizione. Ha la forma:
{\displaystyle u_{t}+\sum _{i}v_{i}u_{x_{i}}=0.}
L'equazione di continuità può anche essere scritta utilizzando l'operatore derivata lagrangiana come:
{\displaystyle {\frac {Du}{Dt}}=0.}
L'equazione di continuità unidimensionale a velocità costante è il prototipo di equazione del prim'ordine:
{\displaystyle u_{x_{1}}+vu_{x_{2}}=0}
ed è comunemente indicata come il problema del porcile. Se invece {\displaystyle v} dipende dalla soluzione e in particolare è uguale alla funzione incognita {\displaystyle u} l'equazione è chiamata equazione di Burgers.

#### Equazione di avvezione
L'equazione di avvezione è un esempio semplice di equazione alle derivate parziali del prim'ordine. Ha la forma:
{\displaystyle \sum _{i}v_{i}u_{x_{i}}=0.}
L'equazione può essere riscritta attraverso l'operatore di avvezione come:
{\displaystyle \mathbf {v} \cdot \nabla u=0.}

#### Equazione del calore
L'equazione del calore descrive l'evoluzione nel tempo della temperatura di una data regione spaziale. Ha la forma:
{\displaystyle u_{t}=a(u_{xx}+u_{yy}+u_{zz}).}
Il termine {\displaystyle a} descrive la diffusività del materiale.

### Equazioni di Poisson e Laplace
Sia {\displaystyle \varphi =\varphi (\mathbf {x} )} una funzione definita sulla chiusura dell'insieme {\displaystyle U} di {\displaystyle \mathbb {R} ^{n}} a valori in {\displaystyle \mathbb {R} }. L'equazione di Poisson per {\displaystyle \varphi } ha la forma:
{\displaystyle \nabla ^{2}\varphi =f,}
dove {\displaystyle \nabla ^{2}} è l'operatore di Laplace o laplaciano e {\displaystyle f} è definita in {\displaystyle U} a valori in {\displaystyle \mathbb {R} }. Nello spazio euclideo in coordinate cartesiane in tre dimensioni l'equazione prende la forma:
{\displaystyle \left({\frac {\partial ^{2}}{\partial x^{2}}}+{\frac {\partial ^{2}}{\partial y^{2}}}+{\frac {\partial ^{2}}{\partial z^{2}}}\right)\varphi (x,y,z)=f(x,y,z).}
L'equazione di Poisson omogenea è detta equazione di Laplace:
{\displaystyle \nabla ^{2}\varphi =0.}
La funzione {\displaystyle f} rappresenta il termine forzante o di sorgente al secondo membro. In fisica le soluzioni di questa equazione descrivono un potenziale scalare in presenza di una sorgente, rispettivamente. Le soluzioni dell'equazione di Laplace assumono inoltre rilevanza in tantissime discipline, tra cui la scienza delle costruzioni, ad esempio per il caso della torsione nella trave di de Saint Venant.

### Equazione di Helmholtz
L'equazione di Helmholtz ha forma canonica:
{\displaystyle \nabla ^{2}f+k^{2}f=0,}
dove {\displaystyle \nabla ^{2}} è l'operatore di Laplace, {\displaystyle c} è la velocità delle onde, e {\displaystyle k=\omega /c} il vettore d'onda. 
Si può vedere l'equazione di Helmholtz come un'equazione agli autovalori del laplaciano, e le soluzioni dell'equazione di Helmholtz come le autofunzioni del laplaciano, dette anche armoniche.
L'equazione si può anche ottenere a partire dall'equazione delle onde imponendo che la soluzione sia del tipo:
{\displaystyle f(\mathbf {r} ,t)=e^{i\omega t}f(\mathbf {r} ).}

### Equazione di Eulero-Tricomi
L'equazione di Eulero-Tricomi è un'equazione iperbolica lineare del second'ordine, usata per studiare i flussi transonici. Ha la forma:
{\displaystyle u_{xx}-xu_{yy}=0.}

### Equazione di Ginzburg-Landau
L'equazione di Ginzburg-Landau è un'equazione parabolica che trova molte applicazioni fisiche. Ha la forma:
{\displaystyle iu_{t}+pu_{xx}+q|u|^{2}u=i\gamma u,\qquad p,q\in \mathbb {C} ,}
dove {\displaystyle \gamma \in \mathbb {R} } e {\displaystyle i} è l'unità immaginaria.

### Equazioni di Dym
L'equazione di Dym è un'equazione del terz'ordine non lineare, chiamata così in onore di Harry Dym, che si incontra nello studio dei solitoni. Ha la forma:
{\displaystyle u_{t}=u^{3}u_{xxx}.}

### Altri esempi
Eccetto per le ultime quattro, tutte le equazioni precedenti sono lineari, nel senso che possono essere scritte nella forma {\displaystyle Au=f} dati un determinato operatore lineare {\displaystyle A} e una determinata funzione {\displaystyle f}. Altre importanti equazioni non lineari sono le equazioni di Navier-Stokes che descrivono il flusso dei fluidi, e le equazioni di campo della relatività generale di Einstein. L'equazione di Schrödinger è inoltre una PDE fondamentale per la meccanica quantistica. Nell'approssimazione WKB vi è invece l'equazione di Hamilton-Jacobi.

## Metodi di risoluzione
Le PDE lineari in genere sono risolte, quando possibile, decomponendo l'equazione secondo una base di funzioni, risolvendo le equazioni così ottenute singolarmente e usando la sovrapposizione per trovare la soluzione corrispondente alle condizioni al contorno. Il metodo di separazione delle variabili è applicabile in molti casi particolari importanti.
Non esistono metodi generali per risolvere le PDE. Ciononostante risultati di esistenza e unicità (come il teorema di Cauchy-Kovalevskaya) sono spesso possibili, così come prove di importanti proprietà quantitative e qualitative delle soluzioni (trovare questi risultati è la parte più importante della teoria delle equazioni differenziali). 
Tuttavia, alcune tecniche possono essere usate per diversi tipi di equazioni. Il principio di omotetia è il metodo più potente per risolvere le equazioni sottodeterminate. La teoria di Riquier-Janet è un metodo effettivo per ottenere informazioni su molti sistemi analitici sovradeterminati.
Il metodo delle caratteristiche può essere usato in alcuni casi molto particolari per risolvere le equazioni alle derivate parziali.
In alcuni casi, una PDE può essere risolta attraverso l'analisi delle perturbazioni, nella quale la soluzione è considerata come una correzione di un'equazione con una soluzione nota. Le alternative sono le tecniche di analisi numerica, dai semplici schemi di differenze finite ai più maturi metodi multigrid e di elementi finiti. Molti problemi interessanti in scienza e ingegneria vengono risolti in questo modo usando computers, e talvolta supercomputers molto potenti. Comunque, molti problemi in scienza e ingegneria vengono affrontati usando calcoli scientifici piuttosto che l'analisi numerica, siccome in genere non è noto se il metodo numerico produca soluzioni vicine a quella reale. È comunque bene sottolineare che la via numerica è spesso l'unica strada percorribile per trovare soluzioni, seppur approssimate, di molti problemi di matematica applicata.